# جوليان سيدني رومسي
جوليان سيدني رومسي (3 أبريل – أبريل 1886) شغل منصب رئيس بلدية شيكاغو، إلينوي (1861-1862) في الحزب الجمهوري .
ولد رومسي في الثالث من أبريل تحديدا عام 1823 في باتافيا، نيويورك .  توفي رومسي في 20 أبريل 1886 في شيكاغو، إلينوي، عن عمر يناهز 63 عامًا.